# Danta di Cadore
Danta di Cadore este o comună din provincia Belluno, regiunea Veneto, Italia, cu o populație de 433 locuitori (1 ianuarie 2023) și o suprafață de 7,95 km².

## Demografie
Danta di Cadore - evoluția demografică

|  | Graficele sunt indisponibile din cauza unor probleme tehnice. Mai multe informații se găsesc la Phabricator și la wiki-ul MediaWiki. |

Date: Recensăminte sau birourile de statistică - grafică realizată de Wikipedia